# زوي بيل
زوي بيل (بالإنجليزية: Zoë Bell)‏ ممثلة نيوزلندية من مواليد 17 نوفمبر 1978.

## روابط خارجية
- زوي بيل على موقع IMDb (الإنجليزية)
- زوي بيل على موقع قاعدة بيانات الأفلام العربية
- زوي بيل على موقع قاعدة بيانات الأفلام العربية
- زوي بيل على موقع ألو سيني (الفرنسية)
- زوي بيل على موقع ميوزك برينز (الإنجليزية)
- زوي بيل على موقع أول موفي (الإنجليزية)
- زوي بيل على موقع قاعدة بيانات الأفلام السويدية (السويدية)
- زوي بيل على موقع قاعدة بيانات الفيلم (الإنجليزية)
- زوي بيل على موقع كينوبويسك (الروسية)